# Adrien Morenas
Pour les articles homonymes, voir Morenas.
Adrien Morenas, né le 1er janvier 1982 à Carpentras (Vaucluse), est un homme politique français.
Suppléant de Brune Poirson, élue députée le 18 juin 2017 dans la troisième circonscription de Vaucluse lors des élections législatives de 2017, il lui succède à l'Assemblée nationale, un mois après sa nomination comme secrétaire d'État auprès du ministre de la Transition écologique et solidaire le 21 juin 2017. Il quitte le Parlement en août 2020 après le départ de Poirson du Gouvernement, puis redevient député en avril 2021, après la nomination de Brune Poirson au poste de Directrice du Développement Durable chez Accor,.

## Biographie
Après une carrière dans la marine nationale, notamment à Landivisiau, et sur le porte-avion Charles de Gaulle, de 2001 à 2006, il devient inspecteur technique dans une société internationale, puis gérant d'une société d'électricité, à partir de 2008. Récemment, il réoriente sa carrière professionnelle, pour étudier l'ostéopathie.
Après quatre ans à "l'école" d'ostéopathie d'Avignon, il mène en parallèle, campagne électorale, en suppléant de Brune Poirson, puis comme député et poursuite de ses études en cinquième année.
Brune Poirson quittant le gouvernement à la fin du gouvernement Édouard Philippe, son mandat de député prend fin le 3 août 2020 à minuit. Il redevient député le 6 avril 2021.
Il est candidat aux élections législatives de 2024 dans la cinquième circonscription du Vaucluse.